# ОШ „Миодраг Чајетинац Чајка” Трстеник
ОШ „Миодраг Чајетинац Чајка” је основна школа у Трстенику која се налази у улици Бранка Радичевића 1. Настала је 1960. године.

## Историјат
Школа је почела са самосталним радом у згради потпуне мешовите гимназије 18. марта 1960. године када је издвојена из до тада једине основне школе у Трстенику, ОШ „Живадин Апостоловић”. Први учитељ школе био је Љубисав Ракић. Године 1969. школа је добила нову зграду на простору некадашње Стакине ливаде где се и данас налази.

## Школа данас
Тренутно школу похађа 545 ученика са којима ради 61 наставник. Настава се одвија на српском језику, а као страни језици изучавају се енглески и немачки. Школа располаже са 18 учионица, информатичким кабинетом и библиотеком, као и двориштем у коме су засађене ретке врсте дрвећа попут кедра и гинка и које се често користи за амбијенталну наставу. Ученици учествују и на међународним такмичењима. Школа издаје и школски часопис „Наша реч”. У школи се организује и продужени боравак за ученике првог и другог разреда.
При школи функционише и Клуб „Чајкинци” који чине бивши ученици и запослени школе, родитељи и пријатељи и сарадници школе са циљем побољшања услова њеног рада, а по угледу на Друштво пријатеља школе које је основано 8. маја 1962. године.